# Titularbistum Panemotichus
Panemotichus war eine antike Stadt in der römischen Provinz Lycia et Pamphylia bzw. Pamphylia in der westlichen Türkei.
Panemotichus (ital.: Panemotico) ist ein ehemaliges Bistum der römisch-katholischen Kirche und heute ein Titularbistum. Es gehörte der Kirchenprovinz Perge an

## Titularbischöfe von Panemotichus
| Titularbischöfe von Panemotichus |                             |                                                |                  |                   |
| Nr.                              | Name                        | Amt                                            | von              | bis               |
| 1                                | Jean-Claude Bouchut MEP     | Apostolischer Vikar von Cambogia (Kambodscha)  | 23. Juli 1902    | 17. Dezember 1928 |
| 2                                | Wenceslas Joseph Kinold OFM | Apostolischer Vikar von Sapporo (Japan)        | 18. März 1929    | 22. Mai 1952      |
| 3                                | John Chang Pi-te            | Altbischof von Chaohsien (Volksrepublik China) | 13. Februar 1953 | 12. November 1966 |